# Traktaty lokarneńskie

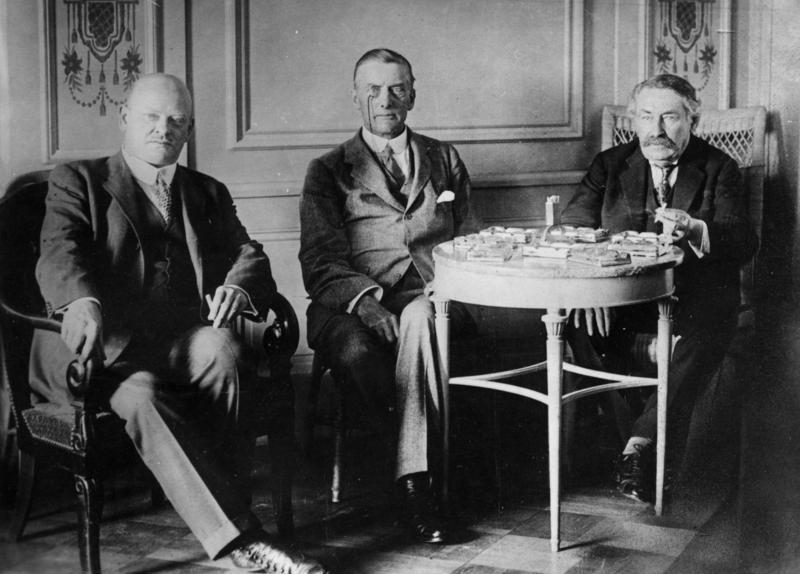
Gustav Stresemann, Austen Chamberlain i Aristide Briand w Locarno – 1925

Traktaty lokarneńskie, również traktat w Locarno, traktat locarneński lub układ w Locarno – kilka odrębnych układów opracowanych i parafowanych 16 października 1925 roku w szwajcarskiej miejscowości Locarno. Były podsumowaniem międzynarodowej konferencji rozpoczętej 5 października 1925 r., zwołanej z inicjatywy Niemiec.
Układy lokarneńskie podpisano definitywnie w Londynie 1 grudnia 1925 roku, ratyfikowano w następnym roku (złożenie dokumentów ratyfikacyjnych w Sekretariacie Ligi Narodów w Genewie 14 września 1926). Intencją twórców było obowiązywanie tak długo, aż na żądanie którejkolwiek z Wysokich Stron Umawiających się notyfikowane innym Mocarstwem podpisującym trzy miesiące naprzód, Rada Ligi większością co najmniej dwóch trzecich głosów, stwierdzi, że Liga Narodów zapewnia Wysokim Stronom Umawiającym się dostatecznie gwarancje wówczas wygaśnięcie nastąpić miało po upływie jednego roku (art. 8 Paktu reńskiego). W praktyce weszły one w życie na lat dziesięć, gdyż Niemcy wypowiedziały je w 1936 roku (remilitaryzacja Nadrenii).

## Uczestnicy obrad

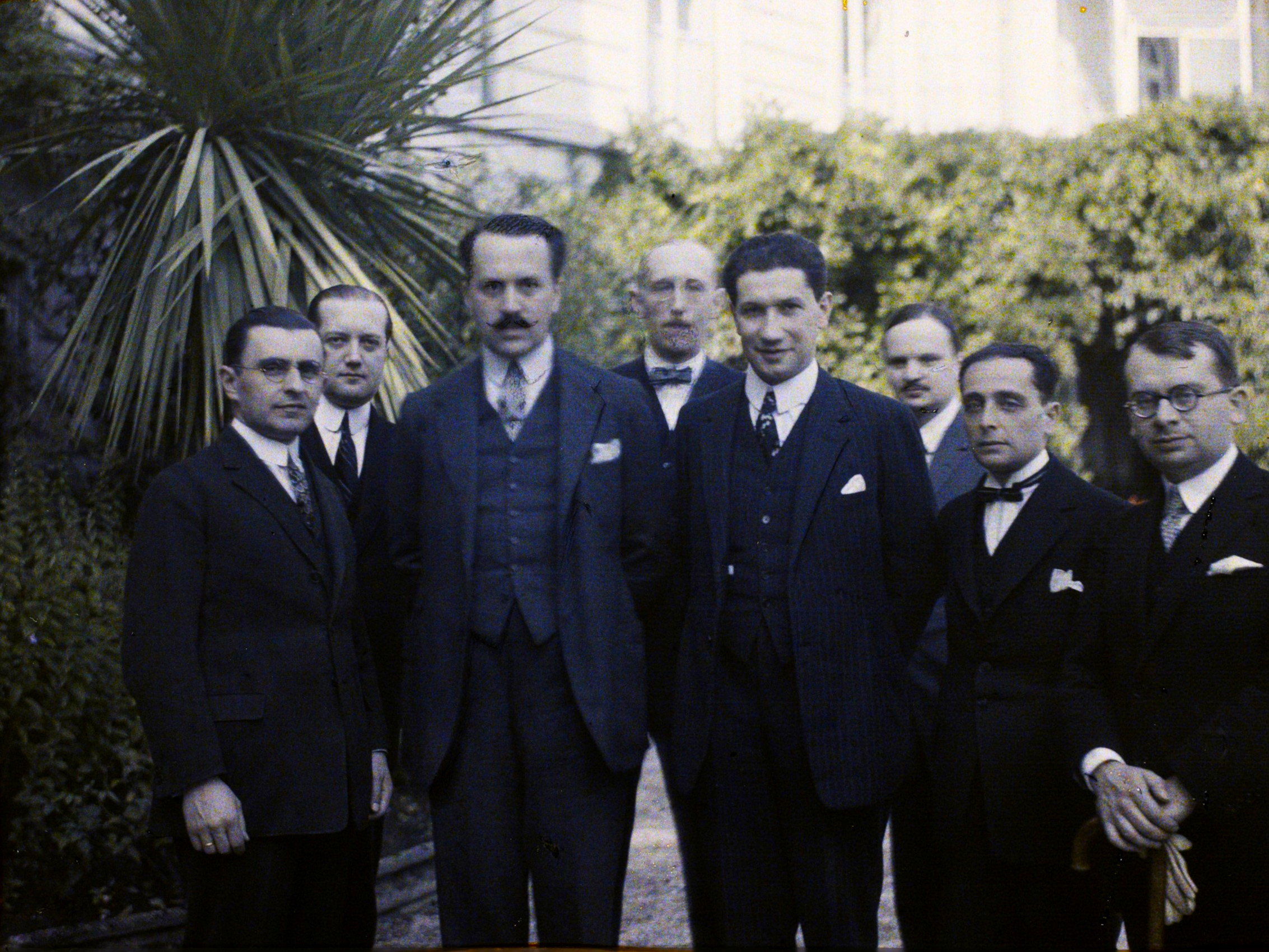
Delegacja polska pod przewodnictwem Aleksandra Skrzyńskiego

Niemcy były reprezentowane przez ministra spraw zagranicznych Stresemanna i ówczesnego kanclerza Hansa Luthera. Na zaproszenie przybyli ministrowie spraw zagranicznych: Francji – Aristide Briand, Wielkiej Brytanii – Joseph Austen Chamberlain, Włoch – Benito Mussolini oraz Belgii – Emil Vandervelde. Przybyli tam również polski minister spraw zagranicznych Aleksander Skrzyński oraz przedstawiciel Czechosłowacji Edvard Beneš. Obaj jednak nie brali udziału w obradach przy głównym stole.

## Postanowienia
Francja, Belgia, Wielka Brytania i Włochy podpisały z Niemcami tzw. pakt reński, gwarantujący nienaruszalność granicy między Niemcami a Francją (zobacz granica francusko-niemiecka) i Belgią (zob. granica belgijsko-niemiecka), przy czym Wielka Brytania i Włochy miały w razie agresji ze strony Niemiec lub Francji udzielić pomocy stronie napadniętej. Równocześnie strony wyrzekały się agresji wobec siebie. Udział Belgii oznaczał, że państwo to zrzekało się swego dawnego statusu neutralności.
Ponadto podpisano cztery układy arbitrażowe, które Niemcy zawarły z Francją, Belgią, Polską i Czechosłowacją, oraz dwa układy gwarancji wzajemnej między Francją z jednej a Polską i Czechosłowacją z drugiej strony. Te ostatnie podtrzymywały ważność sojuszów francusko-polskiego i francusko-czechosłowackiego na wypadek dokonania agresji przez Niemcy. Niemcy nie zgodziły się na to, by wzmianka o tych układach znalazła się w tekście paktu reńskiego.

## Znaczenie ogólne
Traktat gwarantował nienaruszalność granicy niemiecko-belgijskiej i niemiecko-francuskiej. W ten sposób Niemcy ostatecznie godziły się z wyznaczoną w Wersalu zachodnią granicą swojego terytorium. Potwierdzając nienaruszalność swych granic zachodnich, równocześnie odmówiły gwarancji w odniesieniu do granic z Polską i z Czechosłowacją. Dla Polski i Czechosłowacji było to dowodem na to, że odtąd granice w Europie dzielą się na nienaruszalne i na te, które naruszyć można. Było oczywiste, że w przyszłości Niemcy zechcą te granice zmienić na swoją korzyść, art. 19 Paktu Ligi Narodów dozwalał bowiem na okresowe ponowne rozważanie traktatów, które nie dają się już stosować. Zgoda Francji i Wielkiej Brytanii na takie stanowisko była wyrazem wzrostu potęgi i znaczenia Niemiec na arenie międzynarodowej. Fakt ten czynił je mocarstwem równorzędnym z pozostałymi i w znacznym stopniu podważał ład wersalski. Jak powiedział sir Austen Chamberlain „Odtąd nie ma zwycięzców i zwyciężonych”.
W 1926 roku Niemcy przystąpiły do Ligi Narodów. Było to głównym celem francuskiego ministra spraw zagranicznych – Brianda, a układy lokarneńskie miały być wstępem do pozyskania Niemiec dla Ligi Narodów. Niemcy, obok Wlk. Brytanii, Francji, Włoch i Japonii, otrzymały też miejsce w Radzie Ligi (wystąpiły z Ligi 21 października 1933 roku). Układ w Locarno, umożliwiając przystąpienie Niemiec do Ligi Narodów, tylko pozornie ją wzmacniał. W rzeczywistości podważał jej rolę jako organizacji strzegącej porządku i ładu w Europie. Okazało się bowiem, że oprócz Ligi są potrzebne dodatkowe gwarancje bezpieczeństwa (czego dowodem był traktat w Locarno). Większość mieszkańców ówczesnej Europy nie zauważyła lub nie chciała zauważyć wad traktatu. Uznano go za sukces i gwarancję pokoju. Właśnie za wkład do umacniania pokoju w Europie, uważani za głównych twórców traktatu, w 1925 roku Chamberlain, rok później Briand oraz Stresemann otrzymali Pokojową Nagrodę Nobla.

## Znaczenie dla Polski
Układy lokarneńskie otworzyły Niemcom drogę do rewizji granicy z Polską. Wprawdzie rozbrojone Niemcy do użycia siły jeszcze nie były zdolne, ale niczego na przyszłość nie wykluczano. Dlatego można powiedzieć, że zajęcie Czechosłowacji i wojna 1939 r. zostały zapowiedziane już czternaście lat wcześniej. Układ ten jest uważany za wielką porażkę polskiej polityki zagranicznej obozu przedmajowego. Mimo wielu starań, by na konferencji zagwarantowano również granicę polsko-niemiecką, polscy dyplomaci nie uzyskali w tej kwestii wsparcia mocarstw zachodnich. Gwarancję granicy wschodniej zadeklarowała jedynie Francja, z którą Polska i tak już była w sojuszu od 1921 roku (umowa z 19 II 1921 podpisana w Paryżu przez ministrów spraw zagranicznych Sapiehę i Brianda). W obronie swych zachodnich granic Polska musiała liczyć odtąd głównie na własne siły. Po kilku latach Piłsudski na słowa francuskiego ministra zapewniającego, że Francja nie ustąpi Niemcom w sprawie Polski, odparł: „Nie, nie, niech mi Pan wierzy, ustąpicie, na pewno ustąpicie”. Traktat lokarneński podważył zaufanie Polaków do Francji oraz w jeszcze większym stopniu do Ligi Narodów.